# La Guerre des Lulus
Cet article concerne la bande dessinée. Pour le film, voir La Guerre des Lulus.
La Guerre des Lulus est une série de bande dessinée française créée par le scénariste Régis Hautière et le dessinateur Hardoc, éditée depuis janvier 2013 aux éditions Casterman. Elle relate l'histoire de la Grande Guerre à travers l'histoire de cinq orphelins vivant en zone occupée.

## Synopsis
Lucas, Lucien, Luigi et Ludwig sont quatre des pensionnaires de l’orphelinat de l’abbaye de Valencourt en Picardie. Tout le monde les surnomme les Lulus.
En cet été 1914, l'offensive de l'armée allemande au nord-est de la France jette des milliers de villageois sur les routes. Dans le désordre ambiant, les Lulus sont oubliés lors de l'évacuation de leur orphelinat. Bientôt, ils se retrouvent isolés derrière la ligne de front. Livrés à eux-mêmes en territoire ennemi, ils s'organisent pour survivre…

## Personnages
- Lucas, le plus jeune
- Lucien, l'ainé et le meneur
- Luigi, le bon copain, gourmand, un peu enrobé
- Ludwig, l'érudit
- Luce, la nouvelle qui essaye de s'intégrer au groupe

## Albums

### Cycle 1
Ce cycle relate l'histoire des Lulus durant toute la Première Guerre mondiale.
- 1 1914, la maison des enfants trouvés, Casterman, janvier 2013
Scénario : Régis Hautière - Dessin : Hardoc - Couleurs : David François -  (ISBN 9782203034426)
- 2 1915, Hans, Casterman, janvier 2014
Scénario : Régis Hautière - Dessin : Hardoc - Couleurs : David François -  (ISBN 9782203063976)
- 3 1916, le tas de briques, Casterman, septembre 2015
Scénario : Régis Hautière - Dessin : Hardoc - Couleurs : David François -  (ISBN 9782203087729)
- 4 1917, la déchirure, Casterman, septembre 2016
Scénario : Régis Hautière - Dessin : Hardoc - Couleurs : David François -  (ISBN 9782203102835)
- 5 1918, le der des ders, Casterman, novembre 2017
Scénario : Régis Hautière - Dessin : Hardoc - Couleurs : David François -  (ISBN 9782203126305)

### Cycle 2
Ce cycle relate les aventures des Lulus entre le 11 novembre 1918 (armistice) et le 28 juin 1919 (signature du traité de paix, à Versailles). L'histoire de chaque tome est abordée selon un point de vue différent (celui de l'un des Lulus).
- 6 Lucien, Casterman, novembre 2019
Scénario : Régis Hautière - Dessin : Hardoc - Couleurs : David Périmony -  (ISBN 9782203159266)
- 7 Luigi, Casterman, janvier 2021
Scénario : Régis Hautière - Dessin : Hardoc - Couleurs : David Périmony -  (ISBN 9782203159273)
- 8 Luce, Casterman, octobre 2022
Scénario : Régis Hautière - Dessin : Hardoc - Couleurs : David Périmony -  (ISBN 9782203222779)
- 9 Lucas, Casterman, novembre 2023
Scénario : Régis Hautière - Dessin : Hardoc - Couleurs : David Périmony -  (ISBN 9782203224278)

### La perspective Luigi
Ce cycle relate le séjour des Lulus en Allemagne, entre le printemps 1916 et l'été 1917. Sur ces deux tomes, l'histoire est racontée du point de vue de Luigi.
- HS1 1916, la perspective Luigi 1/2, Casterman, juin 2018
Scénario : Régis Hautière - Dessin : Damien Cuvillier - Couleurs : David François -  (ISBN 9782203136847)
- HS2 1916, la perspective Luigi 2/2, Casterman, septembre 2019
Scénario : Régis Hautière - Dessin : Damien Cuvillier - Couleurs : David François -  (ISBN 9782203136939)

## Postérité

### Adaptation en romans
Une série de romans jeunesse, écrite par Eva Grynszpan et publiée par les éditions Casterman, reprend l'histoire de la bande dessinée. Les quatre premiers volumes sont parus entre janvier et août 2023.

### Adaptation au cinéma
L'adaptation cinématographique des trois premiers tomes, scénarisée et réalisée par Yann Samuell, est sortie le 18 janvier 2023 au cinéma.

## Accueil
Pour Charles-Louis Detournay d'ActuaBD, le premier tome 1914, la maison des enfants trouvés (2013) n'est pas sans rappeler le film Après la guerre (1989) de Jean-Loup Hubert, avec Richard Bohringer :  « Les personnages sont très bien composés, les rendant très attachants ».

## Distinction
- 2013 : Prix du Conseil municipal des enfants au salon du livre de Saint-Etienne
- 2013 : Prix Avenir au festival de Lys-Lez-Lannoy
- 2014 : Prix « Parcours lecture - bande dessinée » au festival Bulles en Hauts de Garonne
- 2014 : Prix du meilleur scénario du festival Bulle Dingue de Blaye-lès-Mines
- 2014 : Prix Latulu des collégiens du Maine-et-Loire
- 2014 : Prix des Jeunes Lecteurs de l'Oise
- 2016 : Prix du Conseil Municipal des Enfants (Pontivy)
- 2017 : Médaille départementale du centenaire de la part du Conseil départemental de la Somme, pour Régis Hautière et Hardoc[3]